# ジェリアール・カストロ
ジュリアール・カストロ（Yeliar Elias Castro、1987年12月3日 - ）はパナマ共和国・パナマ市出身の元プロ野球選手(投手)。右投右打。

## 経歴
2006年に、アトランタ・ブレーブスと契約した。
2009年開幕前の3月に、第2回WBCのパナマ代表に選出された。
2012年11月には、母国パナマで行われた第3回WBC予選のパナマ代表に選出され、2大会連続2度目の選出を果たした。

## 詳細情報

### 代表歴
- 2009 ワールド・ベースボール・クラシック・パナマ代表
- 2013 ワールド・ベースボール・クラシック・パナマ代表